# Leménil-Mitry
Leménil-Mitry és un municipi francès situat al departament de Meurthe i Mosel·la i a la regió del Gran Est. L'any 2007 tenia 3 habitants.

## Demografia

### Població
El 2007 la població de fet de Leménil-Mitry era de 3 persones. Totes les 4 famílies que hi havia eren parelles sense fills.
La població ha evolucionat segons el següent gràfic:
Habitants censats

### Habitatges
El 2007 hi havia 3 habitatges, 2 eren l'habitatge principal de la família i 1 era una segona residència. Tots els 3 habitatges eren cases. Dels 2 habitatges principals, 1 estava llogat i ocupat pels llogaters i 1 estava cedit a títol gratuït; 1 tenia tres cambres i 1 en tenien cinc o més. 2 habitatges disposaven pel capbaix d'una plaça de pàrquing. A 2 habitatges hi havia un automòbil i a 0 n'hi havia dos o més.

## Economia
Totes les 3 persones en edat de treballar el 2007 eren actives. Les 3 persones actives estaven ocupades(1 home i 2 dones).

## Poblacions més properes
El següent diagrama mostra les poblacions més properes.